# Antonio Gómez Rufo
Antonio Gómez Rufo (Madrid, 1954) es un escritor español.

## Biografía
Antonio Gómez Rufo nació en Madrid en 1954. Ingresó en la Facultad  de Derecho de la Universidad Complutense de Madrid en 1972 y se licenció en 1977. Ejerció la abogacía durante un tiempo, compaginando su trabajo como abogado con distintas colaboraciones en el mundo de la política y la cultura. Fue asesor  del gabinete técnico de la Dirección General de Cinematografía entre 1979 y 1983.
En 1983 dirigió el Aula de Cultura del Ayuntamiento de Madrid y en 1984 pasó a dirigir el Centro Cultural de la Villa de Madrid (hoy Teatro Fernán Gómez) hasta el año 1987. Durante este periodo, el Centro Cultural de la Villa tuvo una importante actividad cultural y una amplia programación de obras de teatro, música y danza. Creó el festival anual “Madrid en Danza” en 1985, en vigor.
Desde 1987 hasta la actualidad colabora con relatos y artículos en distintos medios escritos tales como “El Independiente”, “El Sol”, “El País”, "El Mundo"  y en las agencias de noticias “OTR Press” y Fax Press, así como participa en coloquios, mesas redondas, seminarios y conferencias. Desde 1995 hasta la actualidad se dedica exclusivamente a la literatura.
Antonio Gómez Rufo es premio Fernando Lara de Novela 2005 por El secreto del rey cautivo, Premio Independencia 2006, Premio de la Asociación de Libreros de Cartagena y Premio Ducal de Loeches. También es Premio Valencia de Novela Negra, de la Institució Alfons el Magnànim, 2015, por la novela Nunca te fíes de un policía que suda. 
Asimismo fue vicepresidente de la Asociación Colegial de Escritores de España (ACE), y es miembro del Consejo de Cultura de la Comunidad de Madrid y Caballero de la Orden Literaria Francisco de Quevedo. Escribió y dirigió el cortometraje El aprovechamiento industrial de los cadáveres, basado en una idea original de Luis García Berlanga, (2012) y la obra de microteatro Intimísimas (estrenada en el 2014). En 2015 escribió y dirigió la obra de teatro Muñecas de cristal.

## Obra literaria
Posee una extensa obra literaria que abarca prácticamente todos los géneros de la narrativa. Ha escrito obras de teatro, biografías, relatos cortos, artículos de prensa y novelas. Escribió junto a Luis García Berlanga el guion de la película París-Tombuctú y también el guion de la serie de televisión Blasco Ibáñez, la novela de su vida, también dirigida por Luis García Berlanga.Destaca claramente su obra como novelista con obras tan reconocidas como Las lágrimas de Henan” (1996) y El secreto del rey cautivo (2005), novela por la que recibió el Premio Fernando Lara de Novela. 
Tras la obra La más bella historia de amor de Paula Cortázar (2012), publicó la novela La camarera de Bach (2014) y al año siguiente Nunca te fíes de un policía que suda, Premio Valencia de Novela Negra. Sus obras han sido traducidas al alemán, holandés, portugués, francés, ruso, griego, rumano, polaco, búlgaro y serbio. En 2016 ha publicado MADRID, la novela, una extensa obra sobre la historia de Madrid contada a través de la vida de tres sagas familiares desde 1565 hasta nuestros días.
- Novelas'
  - El último goliardo (1984)
  - Natalia (1988)
  - El carnaval perpetuo (1992)
  - Aguas tranquilas, aguas profundas (1992)
  - Crónica de nadie (1992)
  - El club de los Osos Traviesos (1993)
  - La leyenda del falso traidor (1994)
  - Un gato en el desván (Huerga y Fierro editores, 1995)
  - Las lágrimas de Henan (1996)
  - Si tú supieras (1997)
  - El desfile de la victoria (1999)
  - El alma de los peces (2001)
  - Los mares del miedo (2002)
  - Adiós a los hombres (2004)
  - El secreto del rey cautivo (2005)
  - El señor de Cheshire (2006)
  - Balada triste en Madrid (2006)
  - La noche del tamarindo (2008)
  - El manantial de los silencios (2010)
  - La abadía de los crímenes (2011)
  - La más bella historia de amor de Paula Cortázar (2012)
  - La camarera de Bach (2014)
  - Nunca te fíes de un policía que suda (2015)
  - MADRID, la novela (2016)
  - El idioma de los recuerdos (2019)
  - Azul París (2023)

- Ensayos
  - Ecología y Constitución (1980)
  - Carta a un amigo sobre Don Enrique Tierno Galván (1986)
  - Madrid, bajos fondos (1987)
  - Juegos eróticos de salón (1993)
  - Escenas madrileñas (2000)
  - El hombre asustado (2000)

- Relatos
  - Ópera 5 (1982)
  - El último verano de la familia Manela (1984)
  - El cazador de nubes (1988)
  - Negro sobre negro, negro (1993)
  - Guarda tus labios por si vuelvo (2003)
  - Luna de mujer (2005)

- Biografías
  - Marx, el hombre y la Historia (1980)
  - Berlanga, contra el poder y la gloria (1990)
  - Berlanga: Confidencias de un cineasta (2000)

- Teatro
  - Adiós, princesa (1994)
  - Intimísimas (2014). Microteatro estrenado en Valencia y Madrid.
  - Muñecas de coral (2015). Obra de teatro estrenada en Madrid.

- Cine
  - París, Tombuctú, guion de la película de Luis García Berlanga. (1999)
  - Blasco Ibáñez, guion de la serie de TV de Luis García Berlanga. (1997)
  - El aprovechamiento industrial de los cadáveres, guion y dirección. (2015)